# Алпинизъм
Алпинизмът е вид високопланински спорт (някои го считат едновременно с това и за хоби) и се състои в катерене на планини, обикновено с цел покоряване на планински върхове. Терминът е известен като алпинизъм най-вече в Европа, докато в Америка предпочитаният термин на английски е планинско катерене (Mountaineering).
В зависимост от терена, алпинизмът може да бъде разделен условно на 3 вида – снежно, ледено и скално катерене. Различните терени изискват различни техники, но също така имат и някои общи характеристики като спортна и техническа подготовка, специално оборудване и екипировка и натрупване на много практически опит.
Съществуват два вида стилове в изкачването: алпийски и експедиционен.
Алпийският стил представлява последователно и постепенно изкачване на върха с цялото оборудване и екипировка. Експедиционният стил се отличава значително от алпийския. При него се прави предварителна подготовка на маршрута, установяване на базови междинни лагери и доставка на различни съоръжения и кислород. При него може да се наложат многократни изкачвания и слизания между различните лагери. Този стил отнема много повече време, но се оказва по-успешен при покоряването на осемхилядниците.

## Главни опасности при катерене на планини
- Лавини – това е една от най-често пренебрегваните опасности, дори от опитни скиори и алпинисти. Всяка година, между 120 и 150 души загиват при малки лавини в областта на Алпите. Най-често това са мъже на възраст от 20 до 35 години. В повечето случаи решението да не се пресича определена област поради опасност от лавини е свързано със загуба на време и използване на обиколни пътища. Най-голямата вероятност за лавини съществува на дълги, открити, 30° до 45° наклони, с много малко дървета или скали, обикновено с прясно навалял сняг.
- Снежни бури – високо в планината времето търпи резки промени и може да се смени няколко пъти на ден. Изведнъж паднала мъгла или обилен като завеса снеговалеж могат значително да затруднят видимостта. Понякога силни ветрове съчетани с ниски температури могат да направят придвижването невъзможно. Гръмотевични и светкавични бури, особено през лятото, също поставят на изпитание алпинистите.
- Свлачища – особено при скалното катерене, катерачите трябва много точно да преценят твърдостта и стабилността на камъните в които забиват съоръжения или на които стъпват. Планините са подложени на непрекъсната ерозия и един камък може да предизвика огромно свлачище. При ледените и снежни покрития, нестабилни камъни може да са покрити със сняг или лед, което ги прави още по-опасни. Изисква се опит, тренировка и способности, за да бъдат разпознати такива опасности. Много е важно в тези случаи да има осигуровка от поне още двама души. В определени заледени участъци, които могат лесно да бъдат идентифицирани от опитни катерачи, се формират огромни ледени висулки, които представляват точно толкова голяма опасност, колкото и падащите камъни и следва да бъдат избягвани.
- Пропасти – пропастите високо в планините, където са ледниците, представляват тесни, дълбоки и отвесни цепнатини, пропуквания в леда. Те биват явни и скрити. Последните са покрити, но не и запълнени със сняг. Падането в такива скрити пропасти представлява огромна опасност за алпинистите.
- Заледени склонове – склонове, огрени от слънцето през деня, могат да станат меки и при падане на температурата да се заледят. Особено опасни са заледени склонове, върху които е паднал нов сняг.

## Необходимо оборудване и екипировка

### Облекло
От съображения за безопасност и комфорт различните видове катерене изискват специално облекло и обувки. Така например обувките за скално катерене са покрити със слой от вулканизирана гума за по-добро сцепление. Те също така са дебели само няколко милиметра и прилепват плътно за крака. От друга страна, обувките за ледено катерене са високи, с дебела подметка, която предпазва от измръзване. Към тях могат да се прикрепят котки, които биват сгъваеми, полусгъваеми и цели. Те са незаменима част от екипировката, особено при катерене на отвесни заледени участъци. При катерене на скали се използват кожени ръкавици. Те предпазват кожата от загряване или нараняване. Друг необходим атрибут е каската, която предпазва от падащи предмети. При високопланински алпинизъм се използват термоизолиращи якета и панталони. Якетата обикновено са с дълъг ръкав и качулка. Плетените (най-често) шапки и ръкавици също са необходима част от облеклото. Много е важно алпинистите да носят няколко слоя облекло, препоръчват се 2 – 3 тънки пуловера, вместо един дебел. Чорапите и бельото НЕ трябва да са памучни, защото памукът задържа влагата и трудно съхне. Термобельо и чорапи от мериносова вълна са най-подходящи. Вълната топли даже и мокра и може да се носи с дни без да се вмирише.

### Екипировка
- Спален чувал – вид походно одеяло, използвано за спане и отдих. Продава се в различни дължини и пълнеж и основната му функция е да осигури топло и удобно спане в походни условия.
- Палатка – временно убежище, което може да се сглоби и разглоби бързо. Хималайските палатки са малки, но конструкцията им е такава, че да устоят на силните ветрове и налягането на снега.
- Раница – раниците, използвани в алпинизма, са с метална рамка и специфична конструкция, наречена butterfly, държачи за сечива и подвижен колан за кръста.
- Клема – клемите се изработват в различни размери и тежат между 20 и 50 g. Закрепят се в цепнатини в скалата и служат за осигуряване на катерещите.
- Клин – метален предмет, заострен в единия край и с дупка (ухо) в другия; забива се в скални цепнатини и служи за осигуровка, за закрепване или опорна точка. В ухото се включва карабинер, през който се прекарва осигурителното въже. Съществуват и клинове за лед, които се навиват подобно тирбушон.
- Осмица – Алуминиево устройство във формата на цифрата 8, използва се при спасителни операции и осигуряване на катерещия се при преминаване на трудни пасажи. Позволява бързо спускане по въже.
- Пикел – наречен още ледокоп, наподобява ледена брадва или кирка – сечиво, което практически всеки алпинист на ледено покритие трябва да има. Дължината на пикела е от 60 до 90 cm. Използва се не само при изкачване като се забива в леда, но може да играе и съществена роля за закачване при внезапно падане.
- Лопата за сняг – специална лопата с къса дръжка, използва се за разчистване на снега. Особено полезна е в случай, че се налага да се направи дупка в снега, която да служи за временно жилище, подобно на иглу. Ако е правилно издълбана, тази своеобразна снежна пещера може да поддържа температура малко над 0 °C даже когато навън температурата е -40 °C. Много катерачи предпочитат да не носят лопата за да намалят товара, но пикелът и лопатата могат да се окажат животоспасяващи.
- Карабинер – представлява метална затворена халка с D-образна, крушовидна или елипсовидна форма с възможност да бъде отваряне от едната страна. Използва се най-вече при осигуряване на въжетата. Изработва се от алуминий, стомана или титан, като най-често се изработват от сплави съдържащи тези метали в различни съотношения.
- Въже – въжетата биват статични, динамични и помощни. Те се изработват от висококачествени материали, за да могат да поемат тежестта, триенето и динамичното натоварване. Средната им дебелина е от 8 до 11 mm и една от основните им характеристики е способността им за удължаване (елонгация на въжето) при натоварване. Елонгацията при статичните въжета е от 0,5% до към 6%. Те се използват по-често в спелеологията, където спецификата на осигуряване (предимно горна осигуровка) не предполага дълги падания на осигурявания. Друго предимство на статичните въжета в пещерното дело е, че те са по-удобни при спущане на рапел и изкачване с помощни средства (самохвати) по самото въже, тъй като поради обраната елонгация не „люлеят“, за разлика от динамичните, а това пести много сили, особено при обратното изкачване след проникване в дълбоки пропастни системи. Динамичните въжета имат елонгация до 54% [1]. При всички видове катерене, когато се ползва долна осигуровка, се използват динамични въжета, тъй като при падане елонгацията на въжето поема основната част от енергията на удара. Помощните въжета издържат по-малко натоварване. Използват за направа на някои специфични възли (самозатягащ възел, възел на Прусик), осигуровка на екипировка и др.

## История
Първите опити за изкачване на планински върхове не са били вдъхновени от спортна слава. Подбудите на първите катерачи много често са били религиозни или военно-стратегически – построяване на олтар, наблюдение на вражески войски, съседни държави или метеорологични промени. Първото документирано изкачване през новото летоброене е на император Адриан през 121 година, който изкачил връх Етна, за да наблюдава изгрева на слънцето. През 18 век все повече и повече учени започват да правят експедиции в Алпите, и по-специално около връх Монблан.
Алпинизмът в съвременния смисъл на тази дума се ражда през 1786 година с комерсиалното изкачване на връх Монблан. Алпийският клуб е създаден в Лондон през 1857 година и картите и пътеводителите, които се издават спомагат за превръщането на алпинизма в спорт. Около 1870 година алпинистите започват да търсят по-високи върхове и по-трудни маршрути. Андите в Латинска Америка стават център на внимание, след това върховете в Африка и най-накрая Хималаите.
Най-високият връх на Южна Америка, Аконкагуа (6962 m) е изкачен за първи път през 1897 от групата на Фитцджералд. Американският алпийски клуб е създаден през 1902. През 20 век алпинизмът добива истински интернационален характер, като алпинисти от почти всички страни се включват в покоряването на най-високите върхове в света. След Първата световна война започва истинският щурм на Хималаите. След 30-годишни опити, най-високият връх на планетата, Еверест (8848 m) е изкачен на 29 май 1953 година от Едмънд Хилари и Тенсинг Норгей (Edmund Hillary, Sherpa Tenzing Norgay). К2 е изкачен на следващата година.
Алпинизмът в България започва да се развива с учредяването на първите туристически дружества. Константин Саваджиев е първият българин, изкачил връх Мальовица (2731 m) през 1938. На 19 ноември 1929 г. се учредява Българският планински клуб.
След като всички върхове биват изкачени, алпинистите започват да търсят алтернативни, много по-трудни пътища към върха, отвесни скали, неизползване на кислородни апарати. Всичко това е възможно благодарение на усъвършенстваните техники и новите екипировки.

## Популярни обекти на алпинизъм

### В чужбина
Алпинизмът в наши дни е популярен спорт по целия свят и има истински международен характер. В Европа Алпите продължават да бъдат едно от предпочитаните места за катерене. Често посещавани са и Кавказ, Пиренеите, и Татрите в Карпатите.
В Северна Америка предпочитани обекти на алпинистите са Скалистите планини и Сиера Невада, а също така някои от върховете в Аляска. В Южна Америка най-популярни са Андите, а в Азия Хималаите, Памир и Тян Шан. Интерес представляват и новозенландските и японските Алпи.

### В България
Най-известните места за алпинизъм и високопланински туризъм се намират в Рила планина. Мальовица и Мусала са най-посещаваните места. Рила предлага 272 различни маршрута и възможности за алпийско, спортно, боулдър, ледено и традиционно катерене.
Резньовете, Златните мостове, Черни връх и Комините са популярни обекти в планината Витоша, намираща се в близост до столицата София. На Витоша могат да се практикуват почти всички видове катерене – алпийско, традиционно, спортно, боулдър и ледено.
Пирин има най-малко маршрути и предлага предимно алпийско катерене.
Изключително популярен обект за скално катерене е Вратцата край Враца.

## Известни алпинисти
Списък на 14-те осемхилядници в света и алпинисти, покорили всичките

### По света
Райнхолд Меснер – Тенсинг Норгей – Едмънд Хилари – папа Пий XI

### В България
Крум Новаков – Кумата, Георги Стоименов, Константин Саваджиев, Георги Щерев, Енчо Петков, Георги Атанасов, Христо Проданов, Николай Петков, Кирил Досков, Иван Масларов, Боян Петров, Атанас Скатов, Дойчин Василев, Дойчин Боянов.